# Élections municipales de 2020 à Nouméa
Pour un article plus général, voir Élections municipales de 2020 en Nouvelle-Calédonie.
Les élections municipales françaises de 2020 à Nouméa ont lieu le 15 mars 2020 pour le renouvellement du conseil municipal. Elles voient la réélection de la majorité menée par Sonia Lagarde, membre de La République en marche.

## Mode de scrutin
Le mode de scrutin à Nouméa est celui des villes de plus de 1 000 habitants : la liste arrivée en tête obtient la moitié des 53 sièges du conseil municipal. Le reste est réparti à la proportionnelle entre toutes les listes ayant obtenu au moins 5 % des suffrages exprimés. Un deuxième tour est organisé si aucune liste n'atteint la majorité absolue et au moins 25 % des inscrits au premier tour. Seules les listes ayant obtenu aux moins 10 % des suffrages exprimés peuvent s'y présenter. Les listes ayant obtenu au moins 5 % des suffrages exprimés peuvent fusionner avec une liste présente au second tour. Peuvent voter et être élues l'ensemble des personnes majeures, inscrites sur les listes électorales de la commune et jouissant de leurs droits civiques, ayant la nationalité française ou celle de n'importe quel autre État membre de l'Union européenne.

## Contexte
Le scrutin de 2020 fait suite à des échéances majeures de l'histoire récente de l'archipel. Il s'agit tout d'abord du premier référendum d'autodétermination prévu par l'accord de Nouméa le 4 novembre 2018 : 56,67 % des suffrages exprimés en Nouvelle-Calédonie ont rejeté l'accès à la pleine souveraineté, pour une participation de 81,01 % des inscrits, le résultat du « non » atteignant 80,51 % à Nouméa (la deuxième commune ayant le plus voté en ce sens, après Farino). Puis, les élections provinciales du 12 mai 2019 ont été marquées par la défaite - tant au niveau de la Province Sud qu'à celui de l'ensemble de la Nouvelle-Calédonie - de la majorité sortante incarnée par Calédonie ensemble (qui divise son résultat par deux par rapport à 2014 dans le Sud, avec 17,95 % des suffrages provinciaux et 14,48 % pour tout l'archipel), la victoire de la coalition anti-indépendantiste L'Avenir en confiance (soutenue par la maire de Nouméa Sonia Lagarde, elle réalise le meilleur score obtenu par une liste depuis 1999, avec 40,59 % des voix au Sud et 29,35 % pour l'ensemble de la Nouvelle-Calédonie) et l'émergence d'une troisième force non-indépendantiste portée par l'électorat wallisien et futunien, L'Éveil océanien (8,56 % des votes du Sud). À Nouméa, ces trois formations obtiennent respectivement 18,6 %, 50,38 % et 5,49 % des voix.
Comme lors de la mandature précédente, les groupes issus des élections de 2014 ont été en permanente recomposition, que ce soit dans la majorité ou dans l'opposition, en lien avec les évolutions de la vie politique à l'échelle de la Nouvelle-Calédonie durant cette période. 

### Contexte électoral
| Scrutin             | Circ.               | 1er tour | 1er tour | 1er tour | 1er tour | 1er tour  | 1er tour | 1er tour | 1er tour | 1er tour | 1er tour | 1er tour | 1er tour | 2d tour     | 2d tour     | 2d tour     | 2d tour     | 2d tour     | 2d tour     | 2d tour            | 2d tour            | 2d tour            | 2d tour            | 2d tour            | 2d tour            |             |
| Scrutin             | Circ.               | 1er      | 1er      | %        | 2e       | 2e        | %        | 3e       | 3e       | %        | 4e       | 4e       | %        | 1er         | 1er         | %           | 2e          | 2e          | %           | 3e                 | 3e                 | %                  | 4e                 | 4e                 | %                  |             |
| ------------------- | ------------------- | -------- | -------- | -------- | -------- | --------- | -------- | -------- | -------- | -------- | -------- | -------- | -------- | ----------- | ----------- | ----------- | ----------- | ----------- | ----------- | ------------------ | ------------------ | ------------------ | ------------------ | ------------------ | ------------------ | ----------- |
| Municipales 2014    | Municipales 2014    |          | CE-UDI   | 36,28    |          | UCF-LR    | 34,66    |          | FPU      | 15,42    |          | FLNKS    | 6,86     |             | CE-UDI      | 51,62       |             | UCF-LR      | 48,38       | pas de 3e ni de 4e | pas de 3e ni de 4e | pas de 3e ni de 4e | pas de 3e ni de 4e | pas de 3e ni de 4e | pas de 3e ni de 4e |             |
| Provinciales 2014   | Provinciales 2014   |          | CE-UDI   | 38,1     |          | UCF-LR    | 25,12    |          | FPU      | 18,39    |          | FLNKS    | 11,01    | tour unique | tour unique | tour unique | tour unique | tour unique | tour unique | tour unique        | tour unique        | tour unique        | tour unique        | tour unique        | tour unique        | tour unique |
| Européennes 2014    | Européennes 2014    |          | UMP      | 50,91    |          | UDI-MoDem | 18,44    |          | FN       | 15,87    |          | PS       | 7,33     | tour unique | tour unique | tour unique | tour unique | tour unique | tour unique | tour unique        | tour unique        | tour unique        | tour unique        | tour unique        | tour unique        | tour unique |
| Présidentielle 2017 | Présidentielle 2017 |          | LR       | 35,04    |          | FN        | 27,55    |          | EM       | 14,28    |          | LFI      | 9,72     |             | FN          | 50,9        |             | EM          | 49,1        | pas de 3e ni de 4e | pas de 3e ni de 4e | pas de 3e ni de 4e | pas de 3e ni de 4e | pas de 3e ni de 4e | pas de 3e ni de 4e |             |
| Provinciales 2019   | Provinciales 2019   |          | L'AEC    | 50,38    |          | CE        | 18,6     |          | FLNKS    | 9,06     |          | ÉO       | 5,49     | tour unique | tour unique | tour unique | tour unique | tour unique | tour unique | tour unique        | tour unique        | tour unique        | tour unique        | tour unique        | tour unique        | tour unique |
| Européennes 2019    | Européennes 2019    |          | RN       | 27,25    |          | LREM      | 23,71    |          | LR       | 15,12    |          | EELV     | 12,17    | tour unique | tour unique | tour unique | tour unique | tour unique | tour unique | tour unique        | tour unique        | tour unique        | tour unique        | tour unique        | tour unique        | tour unique |

### Une scission au sein de la majorité
Tout d'abord, la majorité municipale se scinde en deux en 2015 en raison notamment du refus de Sonia Lagarde de démissionner de son mandat de député (contrairement à un engagement pris au cours de la campagne, et alors que son 3e adjoint, Philippe Dunoyer, était censé prendre sa succession à l'Assemblée nationale), d'un rythme parfois jugé trop lent dans la mise en place des réformes promises, d'une prise de distance de plus en plus affichée de la première magistrate vis-à-vis de la direction de Calédonie ensemble et d'accusations venant de certains membres de la municipalité au sujet d'un manque de concertation au sein de la majorité,. 
Ainsi, le 23 juin 2015, avec cinq des quatorze autres adjoints et 15 des 25 autres conseillers municipaux issus de « Avec nous, ça va changer », Philippe Dunoyer crée son propre groupe politique au conseil, baptisé simplement « Calédonie ensemble », et en prend la direction. Tout en déclarant et agissant toujours comme faisant partie de la majorité, il justifie cette scission par l'expression d'une sensibilité différente concernant l'intensité et le rythme à donner à l'application du programme de campagne : « C’est un groupe qui est là pour co-construire et proposer une optimisation du fonctionnement municipal. L’affirmation d’une sensibilité qui pense pouvoir faire des propositions, un peu mieux, un peu mieux entendues peut-être. [...] Ça va dépendre de comment ça va se passer. On va faire des propositions, on va voir si elles seront acceptées… ». Ce groupe Calédonie ensemble est rejoint en juillet 2017 par un autre adjoint, Daniel Leroux, chargé jusque-là de l'urbanisme mais qui s'est vu retirer cette délégation pour avoir exposé publiquement ses désaccords avec le maire sur plusieurs projets d'aménagement. 
Ces divisions évoluent vers une confrontation de plus en plus ferme. Une des premières personnalités politiques à soutenir Emmanuel Macron pour l'élection présidentielle de 2017, Sonia Lagarde adhère à La République en marche (LREM) et quitte officiellement Calédonie ensemble. En mars 2018, elle précise ainsi son appartenance politique : « Je suis en relation avec En Marche à Paris et avec le représentant en Nouvelle-Calédonie de manière régulière. Sans doute serais-je amenée à jouer un rôle plus important. Ici, je ne suis plus Calédonie ensemble, je n’ai pas de parti, et pour l’instant, c’est bien comme ça. En marche, ça me suffit. »
Enfin, le 2 mai 2019, en vue des élections provinciales ayant lieu dix jours plus tard, Sonia Lagarde apporte son soutien à L'Avenir en confiance, coalition non-indépendantiste opposée à Calédonie ensemble et comprenant des formations associées aux Républicains (Le Rassemblement et le MPC) mais aussi des partis sans affiliation nationale comme Les Républicains calédoniens. Plusieurs personnalités proches de Sonia Lagarde avaient déjà rejoint ce dernier parti, comme ses adjoints Marc Zeisel (animateur du pôle projet des Républicains calédoniens) et Françoise Suvé (quatrième sur la liste de L'Avenir en confiance), ou encore la conseillère municipale Valérie Laroque-Daly (vice-présidente du parti). De plus, Sonia Lagarde s'était déjà rapprochée de certaines personnalités des Républicains calédoniens elles aussi membres de La République en marche, notamment d'Isabelle Lafleur.

### Changements de coalitions dans l'opposition
Dans l'opposition également, les choses changent, en raison surtout d'évolutions des coalitions au niveau provincial et du Congrès. En juillet 2015, le RPC d'Isabelle Lafleur et plusieurs dissidents du MPC (emmenés par Sonia Backès, ancienne numéro deux du parti et également conseillère municipale de Nouméa) quittent l'UCF pour s'associer aux élus du FPU dans toutes les institutions de l'archipel pour fonder des groupes appelés Les Républicains (en référence au nouveau nom pris nationalement par l'UMP). C'est donc le cas au conseil municipal de Nouméa, où ce nouveau groupe, présidé par Jean-Claude Briault du Rassemblement, est rejoint par les deux seules élues du RPC (Isabelle Lafleur et Félicia Ballanger) et deux dissidents du MPC (Sonia Backès et Gilles Ukeiwé, fils de l'ancien sénateur et fondateur du RPCR Dick Ukeiwé), faisant ainsi retomber le groupe UCF à huit membres. 
Puis, en juin 2017, à la suite de l'alliance au niveau du Congrès du MPC avec Calédonie ensemble et Le Rassemblement dans une « Plateforme commune », Philippe Blaise et son MRC, qui s'oppose fermement à cette association et se rapproche pour sa part de Sonia Backès, décide à son tour de quitter l'UCF pour siéger comme non-inscrit. Jean-Claude Briault du Rassemblement fait de même. Sonia Backès et ses proches, dont Philippe Blaise ou Jean-Claude Briault, créent alors leur propre parti en décembre 2017, Les Républicains calédoniens, qui entretiennent des bonnes relations avec la maire Sonia Lagarde, bien qu'étant officiellement dans l'opposition.

### Groupes sortants
| Groupe | Groupe                                 | Partis                                      | Positionnement | Nombre de sièges |
| ------ | -------------------------------------- | ------------------------------------------- | -------------- | ---------------- |
|        | Avec nous, ça va changer               | LREM, Divers droite                         | Majorité       | 19               |
|        | Calédonie ensemble                     | Calédonie ensemble, UDI                     | Majorité       | 21               |
|        | Les Républicains calédoniens           | Les Républicains calédoniens, LREM, LR, DVD | Opposition     | 8                |
|        | Union pour la Calédonie dans la France | MPC-LR                                      | Opposition     | 5                |

## Candidats
La liste des candidats est présentée dans l'ordre chronologique de leur présentation dans les médias locaux.

### Non-indépendantistes
- Le parti Générations NC, créé en juillet 2019 par des dissidents de Calédonie ensemble emmenés par les conseillers provinciaux du Sud Nicolas Metzdorf et Nina Julié, présente le 13 décembre 2019 la candidature d'Emmanuel Bérart. Celui-ci est un ancien conseiller au cabinet du président du gouvernement Philippe Germain de 2015 à 2019 après avoir été un cadre de la formation d'apprentis de la Chambre de commerce et d'industrie de Nouvelle-Calédonie de 1991 à 2006 puis directeur de la Mission d'insertion des jeunes (MIJ) de la Province Sud de 2006 à 2015. Il fait campagne sur les thèmes du développement durable (voulant faire de Nouméa « la capitale régionale de l'alliance nature-ville », il veut miser sur les énergies bleues et vertes ainsi que sur l'innovation), de la sécurité (par une réorganisation des moyens) et la politique sociale (pour faire de la ville « une capitale bienveillante, une capitale du développement humain » au travers de l'inclusion de la jeunesse, la création de circonscriptions électorales intraurbaines ou la redéfinition de l'intercommunalité dans le Grand Nouméa pour « mieux répondre aux besoins : gestion de l’eau, action sociale, transports, logement »)[11].
- Magali Manuohalalo est investie et présentée à l'occasion du conseil politique de Calédonie ensemble du 14 décembre 2019. Ancienne militaire puis avocate devenue la présidente de la commission chargée du plan de promotion du développement durable du Sud et élue du Congrès en mai 2019, elle affirme vouloir développer les points du programme de Sonia Lagarde en 2014 qui, selon elle, auraient été délaissés depuis, à savoir : « la place de la jeunesse dans l’espace urbain, l’attractivité de Nouméa pour éviter l’exode des populations, redynamiser le centre ville »[12].
- L'Éveil océanien avance le 17 janvier 2020 une liste emmenée elle-aussi par une nouvelle élue de 2019, Veylma Falaeo, présidente de la commission du travail et de la formation ainsi que cheffe du groupe à l'Assemblée de la Province Sud tout en étant également membre du Congrès. Ce parti communautaire reprend les mêmes priorités que lors des élections provinciales, à savoir : « la transparence, la sécurité, l'enseignement, le logement, l'aménagement du territoire »[13].
- La maire sortante Sonia Lagarde annonce officiellement briguer un deuxième mandat le 5 février 2020. Sa liste, désormais appelée « Avec vous, pour Nouméa », comprend des élus du groupe « Avec nous, ça va changer » (comme les adjoints Jean-Pierre Delrieu, Chantal Bouye, Françoise Suvé, Tristan Derycke, Diane Bui Duyet, Marc Zeisel, Kareen Cornaille, et Anne-Christine Chimenti), des personnalités des Républicains calédoniens (la présidente d'honneur de ce parti et conseillère municipale sortante Isabelle Lafleur, les conseillers provinciaux du Sud et membres du Congrès Philippe Blaise et Naia Wateou, ou encore le champion handisport Nicolas Brignone, le conseiller municipal sortant Hnadriane Hnadriane, la conseillère provinciale Christiane Saridjan-Verger), du Rassemblement-LR (les collaborateurs de membres du gouvernement Cindy Pralong ou Christophe Delière) ou du MPC (le candidat aux élections européennes de 2019 et secrétaire général adjoint du parti Sacha Bénisti, la collaboratrice de Gil Brial Muriel Germain). Elle s'ouvre également à des candidats de la petite liste transformiste et attrape-tout « Construire autrement », qui avait fait campagne sur les thèmes de la lutte contre la corruption et pour dépasser le clivage traditionnel pour ou contre l'indépendance aux provinciales de 2019 (la cofondatrice de l'épicerie solidaire des étudiants Vaimoe Albanese et l'ancien président du Comité jeunesse de Nouvelle-Calédonie Warren Naxue). Son programme s'inscrit dans la continuité avec la poursuite des travaux d'assainissement, de la réfection des voiries, de l'aménagement de pistes cyclables tout particulièrement dans les quartiers Nord, du développement d'axes verts, du traitement de l'érosion sur l’Anse-Vata ou du déploiement de la vidéo-surveillance[14].

### Sans étiquette
- Chérifa Linossier, présidente de la Confédération générale des petites et moyennes entreprises de Nouvelle-Calédonie (CGPME NC) de 2013 à 2020 et conseillère économique, sociale et environnementale depuis 2014, fondatrice de la société de conseil et de formation en santé sécurité NC-Prev, forme la liste sans étiquette « Nos quartiers, notre ville » le 29 janvier 2020[15].

### Indépendantistes
- Joseph Boanemoa, président du comité local de l'Union calédonienne (UC) et responsable adjoint du Département Accueil et jeune public (DAJP) de l'Agence de développement de la culture kanak (ADCK), est investi le 4 février 2020 pour être la tête de la liste indépendantiste « Unité pays » à Nouméa. Il fédère derrière lui trois des quatre composantes du Front de libération nationale kanak et socialiste (FLNKS), à savoir l'UC, le Rassemblement démocratique océanien (RDO) et l'Union progressiste en Mélanésie (UPM), mais aussi la Dynamik unitaire Sud (DUS), le Mouvement néo-indépendantiste et souverainiste (MNIS) et le Syndicat Libre Unité Action (SLUA). Il propose notamment de recréer du lien social dans les quartiers au travers de « maisons communes », la gratuité des transports ou une politique de soutien à la jeunesse par la promotion du sport. Son slogan, « Nouméa, je dis oui ! », inscrit sa campagne dans celle pour le « oui » au deuxième référendum sur l'indépendance prévu le 6 septembre de la même année[16].
- le pasteur Bilo Railati, lui aussi militant de l'Union calédonienne (UC) dont il est le commissaire politique dans la zone Sud, lance sa propre liste baptisée « Nâ Bwau »[17].

## Résultats
|                                                    |                          |                                |              |              |        |  |  |  |  |
| Tête de liste                                      | Tête de liste            | Liste                          | Premier tour | Premier tour | Sièges |  |  |  |  |
| Tête de liste                                      | Tête de liste            | Liste                          | Voix         | %            | Sièges |  |  |  |  |
|                                                    | Sonia Lagarde            | LREM-LRC-MPC Rassemblement-LR  | 18 689       | 63,93        | 46     |  |  |  |  |
| Avec vous, pour Nouméa                             |                          |                                | 18 689       | 63,93        | 46     |  |  |  |  |
|                                                    | Magali Manuohalalo       | CE                             | 2 578        | 8,82         | 2      |  |  |  |  |
| Nouméa autrement, une ville pour tous les Nouméens |                          |                                | 2 578        | 8,82         | 2      |  |  |  |  |
|                                                    | Joseph Boanemoa          | UC-FLNKS-RDO-UPM DUS-MNIS-SLUA | 2 438        | 8,34         | 2      |  |  |  |  |
| Unité pays                                         |                          |                                | 2 438        | 8,34         | 2      |  |  |  |  |
|                                                    | Veylma Falaeo            | EO                             | 2 052        | 7,02         | 2      |  |  |  |  |
| Nouméa, c'est vous !                               |                          |                                | 2 052        | 7,02         | 2      |  |  |  |  |
|                                                    | Emmanuel Bérart          | GNC                            | 1 769        | 6,05         | 1      |  |  |  |  |
| Générations Nouméa, un nouvel horizon              |                          |                                | 1 769        | 6,05         | 1      |  |  |  |  |
|                                                    | Chérifa Linossier        | SE                             | 1 220        | 4,17         | 0      |  |  |  |  |
| Nos quartiers, notre ville                         |                          |                                | 1 220        | 4,17         | 0      |  |  |  |  |
|                                                    | Bilo Railati             | UC diss.                       | 483          | 1,65         | 0      |  |  |  |  |
| Nâ bwau                                            |                          |                                | 483          | 1,65         | 0      |  |  |  |  |
|                                                    |                          |                                |              |              |        |  |  |  |  |
| Votes valides                                      | Votes valides            | Votes valides                  | 29 229       | 97,41        |        |  |  |  |  |
| Votes blancs                                       | Votes blancs             | Votes blancs                   | 540          | 1,80         |        |  |  |  |  |
| Votes nuls                                         | Votes nuls               | Votes nuls                     | 237          | 0,79         |        |  |  |  |  |
| Total                                              | Total                    | Total                          | 30 006       | 100          | 53     |  |  |  |  |
| Abstention                                         | Abstention               | Abstention                     | 41 346       | 57,95        |        |  |  |  |  |
| Inscrits / participation                           | Inscrits / participation | Inscrits / participation       | 72 352       | 42,05        |        |  |  |  |  |